# 최윤옥
최윤옥(1985년 4월 23일 ~ )은 대한민국의 여자 배구 선수이며, 실업팀인 포항시체육회 소속이다. 2003년 11월 17일에 열린 2004 여자 실업배구 신인 드래프트에서 2라운드 2순위로 성남 한국도로공사 하이패스 제니스에 입단하였다.

## 약력
2011 여자 배구월드컵 국가대표

## 수상 경력
- V-리그 기량발전상: 2008
- 제2회 수원컵 전국남녀배구선수권대회 세터상